# Eurobot
Eurobot è una competizione internazionale di robotica per giovani che si tiene annualmente in Europa a partire dal 1998. Vi partecipano, generalmente, squadre rappresentanti università o club di robotica. Eurobot si tiene ogni anno in un diverso paese europeo, ma è aperto a squadre provenienti da ogni parte del mondo.
L'edizione tenutasi nel 2011 a Astrachan' (Russia) ha visto la partecipazione di 46 squadre provenienti da 24 nazioni.

## Albo d'oro
| Anno | Sede               | Tematica            | 1º posto             | 2º posto                | 3º posto             | 4º posto        | Fair Play     | Link          |
| ---- | ------------------ | ------------------- | -------------------- | ----------------------- | -------------------- | --------------- | ------------- | ------------- |
| 1998 | La Ferté-Bernard   | Football            | IUT Ville d'Avray    |                         |                      |                 |               | Archives 1998 |
| 1999 | La Ferté-Bernard   | Castles             | IUT Ville d'Avray    |                         |                      |                 |               | Archives 1999 |
| 2000 | La Ferté-Bernard   | Fun Fair            | IUT Ville d'Avray    |                         |                      |                 |               | Archives 2000 |
| 2001 | La Ferté-Bernard   | Space Odyssey       | IUT Ville d'Avray    | Eindhoven University    | CPLN                 |                 |               | Archives 2001 |
| 2002 | La Ferté-Bernard   | Flying Billiards    | IUT Ville d'Avray    | Blibot                  | Minitech             |                 |               | Archives 2002 |
| 2003 | La Ferté-Bernard   | Heads or Tails      | X-Tech               | D2R2 team               | Supaéro              |                 |               | Archives 2003 |
| 2005 | Yverdon-les-Bains  | Bowling             | Microb Technology    | R-Team                  | RCVA                 | Autelo          |               | Archives 2005 |
| 2006 | Catania            | Golf                | RCVA                 | TeamDare                | BVP-M86              | Helb - inraci   |               | Archives 2006 |
| 2007 | La Ferté-Bernard   | Recycling           | RCVA                 | TURAG                   | ClubElek             | Helb - inraci   |               | Archives 2007 |
| 2008 | Heidelberg         | Mission to Mars     | RCVA                 | Helb - inraci           | ISTIA - IUT d'Angers | LSI-UC3M        | Monastir Club | Eurobot 2008  |
| 2009 | La Ferté-Bernard   | Temples of Atlantis | Microb Technology    | UNICT Team              | Dynamo Rapperswil    | Lost Vikings    |               |               |
| 2010 | Rapperswil-Jona    | Feed the world      | RCVA                 | Roboterclub Aachen e.V. | ETS Montreal         | uArt            |               | Eurobot 2010  |
| 2011 | Astrachan'         | Chess'up            | RRT                  | UNICT Team              | TURAG                | Scholar's Mate  |               | Eurobot 2011  |
| 2012 | La Ferté-Bernard   | Treasure Island     | RCVA                 | Space Crackers          | Memristor            | µly             |               | Eurobot 2012  |
| 2013 | La Ferté-Bernard   | Happy Birthday      | Université d'Angers  | RCVA                    | RCA from Aachen      | Montefiore Team |               | Eurobot 2013  |
| 2014 | Dresda             | Prehistobot         | RCVA                 | μART Alsace             | DIMrobotics          | DROF            |               | Eurobot 2014  |
| 2015 | Yverdon-les-Bains  | Robomovies          | RCVA                 | Roboterclub Aachen e.V. | BlackJacks           | μ               |               | Eurobot 2015  |
| 2016 | Le Kremlin-Bicêtre | The Beach Bots      | RCVA                 | MBS                     | M41+                 | RCR             |               | Eurobot 2016  |
| 2017 | La Roche-sur-Yon   | Moon Village        | RCVA                 | M41+                    | A.I.G.R.I.S. Birds   | Bot l'Éclair    |               | Eurobot 2017  |
| 2018 | La Roche-sur-Yon   | Robot Cities        | Les 7 Mons'quetaires | Polybot                 | Robotech Legends     | Memristor       |               | Eurobot 2018  |
| 2019 | La Roche-sur-Yon   | Atom factory        | PMG Robotics         | Reset                   | CyberTech            | E-Robot         |               | Eurobot 2019  |
| 2020 | Annullato          | Sail the World      |                      |                         |                      |                 |               | Eurobot 2020  |
| 2021 | Annullato          | Sail the World      |                      |                         |                      |                 |               | Eurobot 2021  |
| 2022 | La Roche-sur-Yon   | Age of bots         | μ                    | TeamDynamics            | ESEO-ANGERS          | DIT Robotics    |               | Eurobot 2022  |